# Argia subapicalis
Argia subapicalis – gatunek ważki z rodziny łątkowatych (Coenagrionidae). Występuje na terenie Ameryki Południowej.